# Йога (живопис)

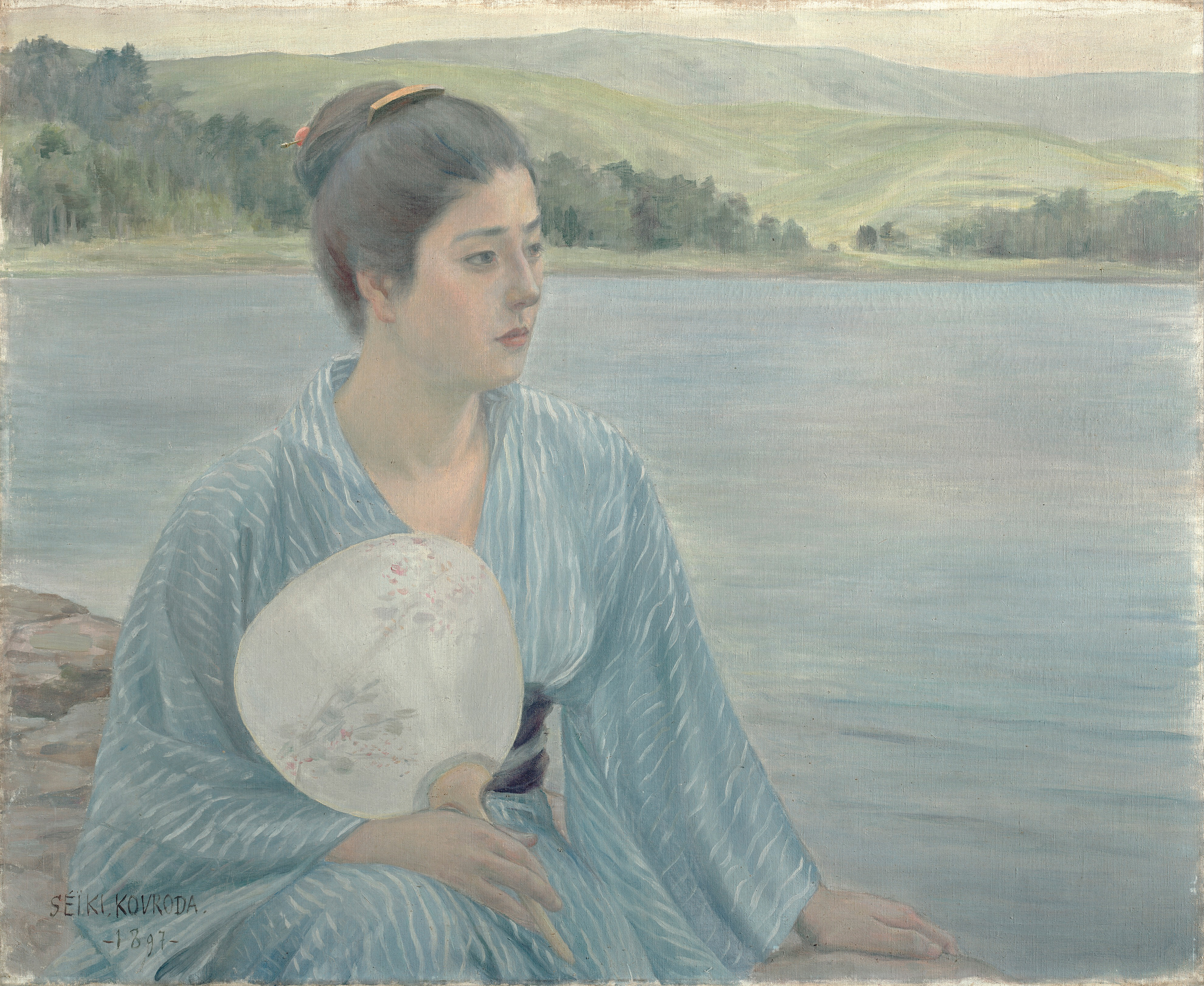
Картина Курода Сейкі «Озеро Сьоре», що виконана в манері йога. 1897 рік.

Йога (яп. 洋画 — «західна картина») — напрямок японського живопису, в якому відображаються, зазвичай, японські сюжети, теми або пейзажі, але з використанням західних (європейських) художніх норм, технік та матеріалів. Термін «йога» був введений у період Мейдзі (1868—1912), щоб відрізнити твори живопису, що створені під вливом західного мистецтва від творів, виконаних у японській традиційній манері, або ніхонґа. Перше знайомство японців з європейським живописом відбулося у 16 столітті, однак з початком політики самоізоляції у період Едо вплив європейців на японський живопис було припинено. Початок школи «йога» було покладено у 2-й половині 19 століття, у період Мейдзі, після закінчення періоду Едо і політики самоїзоляції. Твори живопису, що виконані у техніці йога є реалістичнішими, ніж ті, що виконані у стилі ніхонґа.

## Історія

### Ранній період
Європейський живопис був представлений в Японії наприкінці періоду Муроматі разом із християнськими місіонерами з Португалії у 1543 році.
Початок школи «йога» було покладено наприкінці 16 століття єзуїтами. В той час християнство розповсюджувалося в Японії доволі швидкими темпами. Ікон, що доставлялися з Європи бракувало. З цієї причини у 1590 році відбулася нарада адміністрації японських єзуїтських семінарій, присвячена питанню створення художніх майстерень для створення ікон. В результаті того самого року при деяких семінаріях було створено школи живопису, де молоді японські художники навчалися копіюванню європейських картин. Так було закладено основи утворенню школи «йога». Одним з метрів школи йога був італійський маляр Джованні Нікколо, запрошений єзуїтами до Японії ще у 1583 році. Він викладав мистецтво тогочасного західного живопису у школах Аріма і Хатірао. Він також навчав японців мистецтву гравюри. Ранні релігійні твори японських художників, що наслідують роботи, привезені місіонерами, можна вважати одними з найдавніших форм йоги. У школах живопису використовувалася і світська тематика.
Однак політика національної самоізоляції, запроваджена сьогунатом Токугава в період Едо, фактично поклала край впливу західного мистецтва на японський живопис, за винятком використання перспективи, яку японські художники відкрили для себе в ескізах, розміщених в європейських медичних та наукових текстах, завезених голландцями через порт Нагасакі. Деякі японські художники застосували цю техніку, як-от Утагава Тойохару в «Перспективних картинах місць Японії» (близько 1772—1781). Протягом першої половини дев'ятнадцятого століття деякі роботи живопису демонстрували вплив західного мистецтва, такі як гравюри Кацусіки Хокусая (близько 1760—1849).

### Піднесення у період Мейдзі
У 1855 році було створено Інститут вивчення варварських документів (Бансьо сірабесьо), який розташовувався у Чійода, потім у місті Кудан (тепер в складіТокіо). Створювався з метою дослідження західних наук, а не тільки голландських. Включав секцію дослідження західного мистецтва. Цю секцію очолив Кавакамі Тогай, його помічником був Такахасі Юіті, учень англійського художника Чарльза Вігмана. Першим справжнім художником школи йога часто вважають Такахасі. 1886 року Тогай заснував приватну художню школу і видав «Посібник з живопису у західному стилі» (1871).
1876 року уряд Мейдзі заснував Школу мистецтв Міністерства громадських робіт (Кобу бідзюцю гакко) як першу в Японії спеціалізовану школу мистецтв «йога». Для викладання у школі були найняті іноземні фахівці, зокрема італійські художники Антоніо Фонтанезі, Вінченцо Рагуза і Джованні Каппеллетті. Серед їхніх учнів був Асаї Тю. Західній манері японських художників навчав також французький художник Рафаель Коллен, серед учнів якого були Курода Сейкі, Фудзі Масадзо і Асаї Тю.

### Супротив проти йога
У 1880-х роках загальна реакція проти вестернизації і зростання популярності манери ніхонґа призвели до тимчасового занепаду йога. Школа мистецтв Міністерства громадських робіт була вимушена закритися у 1883 році і коли у 1887 році було відкрито Токійську школу мистецтв, там викладалися лише предмети ніхонга. Тим не менш, у 1889 році художниками йога було засновано Товариство красних мистецтв Мейдзі і у 1893 році повернення Куроди Сейкі з Європи дало новий поштовх жанру йога зі створенням «Товариства білого коня» (Хакуба-кай). З 1896 року до навчальної програми Токійської школи мистецтв було додано відділ йоги, що зробило її визнаним компонентом японського живопису. З'явилося ще кілька товариств мистецтва йога. З тієї пори йога і ніхонга стали двома напрямками сучасного япнського живопису. Художники ніхонга у багатьох випадках переймали реалістичні західні техніки живопису, такі як перспектива і штрихування.

## Галерея

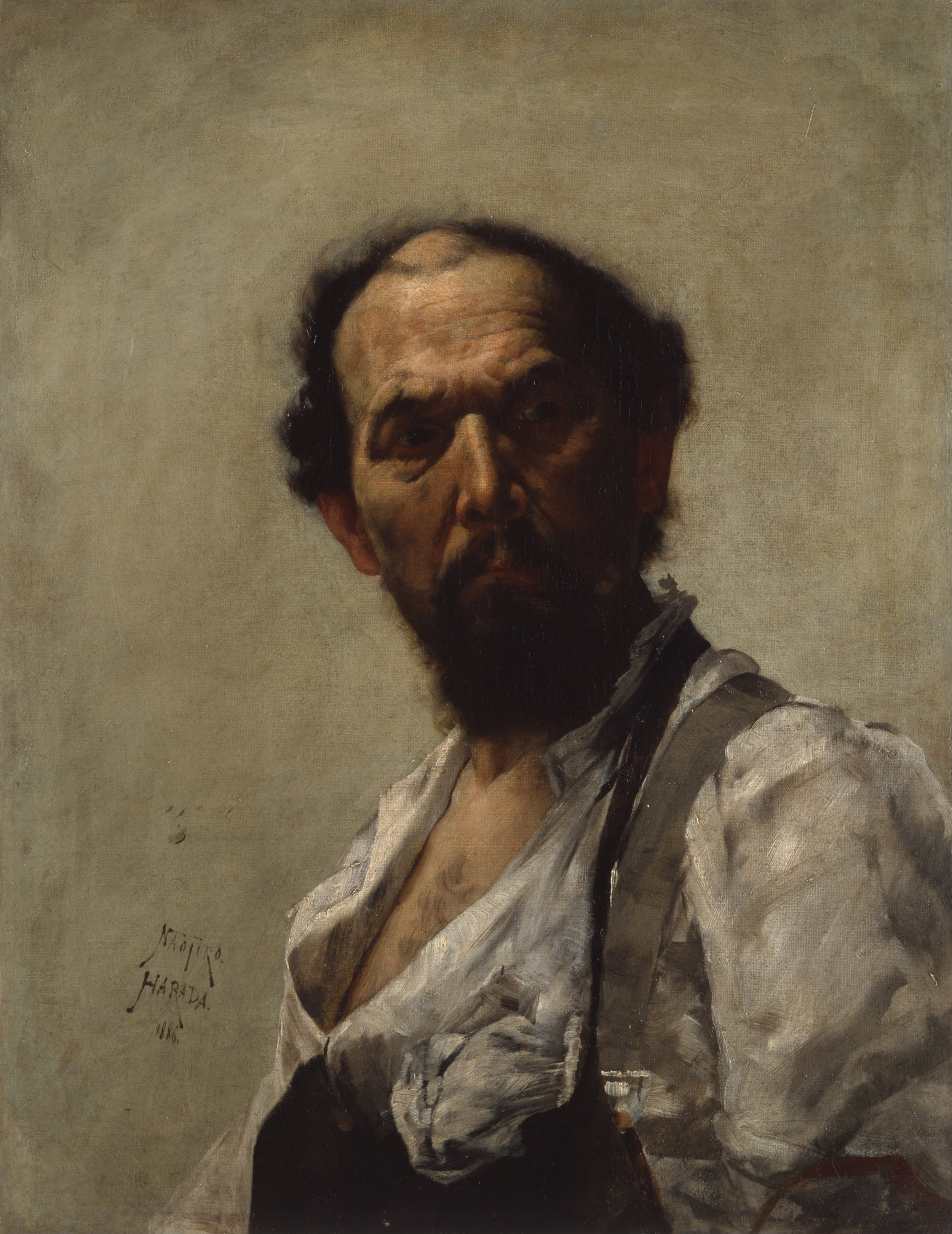

## Персоналії
- Тахакасі Юіті (1828—1894),
- Асаї Тю (1856—1907),
- Фудзісіма Такейдзі (1867—1943),
- Харата Наодзіро (1863—1899),
- Хавамура Кійо (河村清雄, 1852—1934),
- Курода Сейкі (1966—1924),
- Сояма Сатіхіко (1859—1892),
- Вада Еісаку (和田英作, 1874—1959),
- Ямомото Хосі (山本 芳翠, 1850—1906),
- Кісіда Рюсе (岸田 劉生, 1891—1929),
- Katsura Yuki (1913—1991)
- Kinoshita Takanori (1894—1973)
- Emi Kinuko (1923—2015)
- Ishii Hakutei (1882—1958)
- Migishi Setsuko (1905—1999)
- Sano Nui (1932—2023)
- Sugimoto Kenkichi (1905—2004)
- Umehara Ryūzaburō (1888—1986)
- Haruko Hasegawa (1895—1967)